# Moreau (Nowy Jork)
Moreau – miasto w Stanach Zjednoczonych, w stanie Nowy Jork, w hrabstwie Saratoga.